# Nguyễn Thị Thu Ngân
Nguyễn Thị Thu Ngân (sinh năm 1986) là một vận động viên và võ sĩ Taekwondo Việt Nam. Cô là thành viên đội tuyển Taekwondo Việt Nam.

## Tiểu sử
Bắt đầu tập luyện từ năm 7 tuổi năm 2008, cô trở lại với taekwondo, cô đầu quân cho đoàn Quân đội. Được thầy Nguyễn Thanh Huy (nay là HLV ĐTQG) giúp đỡ, tạo mọi điều kiện thuận lợi để Ngân theo đuổi sự nghiệp thi đấu.
Một năm sau khi trở lại với taekwondo, Thu Ngân tham gia tại SEA Games 25 năm 2009 được tổ chức tại Lào. 3 vận động viên trẻ và chưa đạt thành tích nào trên đấu trường quốc tế là Châu Tuyết Vân, Dương Huỳnh Mai, Nguyễn Thị Thu Ngân đã hoàn thành 2 bài thi quyền năm đó.

## Sự nghiệp
Năm 2010 sau thất bại tại Lào, Ngân cùng các đồng đội tại giải taekwondo vô địch thế giới tại Uzbekistan. Trước khi thi đấu, Ngân gặp phải chấn thương rách cơ đùi sau nên có ý định bỏ cuộc.
Nhưng Ngân cố gắng vượt qua đau đớn để thi đấu. Phần thi xuất sắc của Ngân cùng Tuyết Vân và Lệ Kim mang về chiếc huy chương vàng nội dung quyền đồng đội nữ.
Tại năm 2011 tại đấu trường thế giới, Ngân và đồng đội đã giữ vững phong độ và bảo vệ thành công chiếc huy chương vàng quyền đồng đội nữ tại giải taekwondo quyền vô địch thế giới lần 6-2011. Tại SEA Games 26 năm 2011 được tổ chức tại Indonesia. bộ ba vận động viên Nguyễn Thị Thu Ngân, Châu Tuyết Vân và Nguyễn Thị Lệ Kim chỉ giành được huy chương bạc nội dung đồng đội nữ, xếp sau Philippines.
Xong năm 2012 cô và các đồng đội tại giải vô địch quyền châu Á tổ chức vào tháng 05/2012, Nguyễn Thị Thu Ngân–Châu Tuyết Vân–Nguyễn Thị Xuân Linh (thay Lệ Kim bị chấn thương) đã đạt tấm huy chương vàng quyền đồng đội nữ dưới 29 tuổi.
Sau đó, tại giải taekwondo sinh viên châu Á ở Malaysia vào giữa tháng 10/2012, sự trở lại của Lệ Kim sau chấn thương, Thu Ngân–Tuyết Vân–Lệ Kim giành huy chương vàng. tại giải taekwondo quân sự thế giới, khi nội dung quyền lần đầu được đưa vào chương trình thi đấu, 3 cô gái taekwondo Việt Nam lần đầu tiên góp mặt đã giành tấm huy chương cao nhất khi vượt qua Venezuela với số điểm 8,13.

## Thành tích nổi bật

### Thể thao
| Năm  | Giải đấu                              | Nơi diễn ra | Thành tích      | Nguồn |
| ---- | ------------------------------------- | ----------- | --------------- | ----- |
| 2010 | Giải taekwondo vô địch thế giới       | Tashkent    | Huy chương vàng | [ 1 ] |
| 2011 | Giải vô địch quyền Taekwondo thế giới | Nga         | Huy chương vàng | [ 2 ] |
| 2011 | SEA Games 26                          | Indonesia   | Huy chương bạc  | [ 3 ] |
| 2012 | Giải Vô địch Taekwondo châu Á         | Hàn Quốc    | Huy chương vàng | [ 4 ] |
| 2012 | Giải taekwondo quân sự thế giới       | Việt Nam    | Huy chương vàng | [ 5 ] |

## Gia đình
Bố cô là huấn luyện viên Taekwondo Nguyễn Hoàng Gia và mẹ là Nguyễn Thị Thu Thủy.